# Ali Mohsen al-Ahmar

'Ali Mohsen al-Ahmar

Generalmajor Ali Mohsen al-Ahmar (arabisch علي محسن الأحمر, DMG ʿAlī Muḥsin al-Aḥmar; * 1945 in  Bait al-ahmar) ist ein ehemaliger Vizepräsident der Republik Jemen.

## Leben
al-Ahmar soll gute Kontakte zum saudi-arabischen Königshaus haben.
Er ist Halbbruder des ehemaligen jemenitischen Präsidenten Ali Abdullah Saleh, dem er 1979 während eines Attentats das Leben gerettet hatte, und Angehöriger der Haschid-Stammeskonföderation.
al-Ahmar kommandierte mehrere Offensiven gegen die Rebellen im Huthi-Konflikt.
Es wurden mehrmals erfolglos Attentate auf ihn verübt.
Ursprünglich galt er als Vertrauter des Präsidenten Ali Abdullah Saleh, dem er aber im Zuge der Proteste 2011, am 21. März 2011, die Gefolgschaft verweigerte. Als Grund gab er die Rolle der Salehs bei der gewalttätigen Auflösung der Demonstrationen am 18. März an, bei dem 52 Menschen erschossen wurden. Außerdem teile er die Ziele der friedliche Revolte der Jugendlichen. Als Reaktion auf die Ankündigung postierten sich Panzer vor dem Präsidentenpalast, dem Verteidigungsministerium und der Zentralbank. Am 4. April 2016 ernannte Präsident Abed Rabbo Mansur Hadi den General Ali Mohsen al-Ahmar als Nachfolger von Chalid Bahah zum neuen Vizepräsidenten der Republik Jemen.
Im April 2022 setzte Präsident Abed Rabbo Mansur Hadi ihn ab und übertrug seine eigenen präsidialen Befugnisse an einen präsidialen Führungsrat.